# 菲茨卡拉多出版社
菲茨卡拉多出版社（英語：Fitzcarraldo Editions）是一間駐扎於伦敦、專注於文學小說和長篇散文的獨立圖書出版公司。

## 歷史
該出版社由雅克·泰斯塔德（Jacques Testard）於2014年創辦，專注於雄心勃勃、富想像力和創新的作品（包括翻譯及英語作品）。書籍由雷·奧米拉（Ray O'Meara）設計，並採用一款特製的襯線字體（稱為Fitzcarraldo）。菲茨卡拉多出版社曾合作的作家計有、亞歷山卓·桑巴、馬蒂亞斯·艾那爾德、安妮·艾諾、約書亞·科恩、阿拉·阿卜杜勒·法塔赫、奧爾嘉·朵卡萩、喬恩·弗斯、費爾南達·梅爾喬、伊恩·彭曼，及保羅·B·普雷西多等。

## 外部連結
- 官方网站